# Sutjeska, Sečanj
Sutjeska (izvirno srbsko Сутјеска; romunsko Sărcia, madžarsko Szárcsa) je naselje v Srbiji, ki upravno spada pod Občino Sečanj; slednja pa je del Srednjebanatskega upravnega okraja.

## Demografija
V naselju živi 1388 polnoletnih prebivalcev, pri čemer je njihova povprečna starost 42,2 let (40,6 pri moških in 43,7 pri ženskah). Naselje ima 609 gospodinjstev, pri čemer je povprečno število članov na gospodinjstvo 2,85.
Prebivalstvo je večinoma nehomogeno, a v času zadnjih treh popisov je opazno zmanjšanje števila prebivalcev.
|  |

| Demografija | Demografija     | Demografija     |
| Leto        | Št. prebivalcev | Št. prebivalcev |
| ----------- | --------------- | --------------- |
|             |                 |                 |
|             |                 |                 |
|             |                 |                 |
|             |                 |                 |
| 1948        | 2635            |                 |
| 1953        | 2678            |                 |
| 1961        | 2719            |                 |
| 1971        | 2421            |                 |
| 1981        | 2116            |                 |
| 1991        | 1976            | 1880            |
| 2002        | 1800            | 1737            |
|             |                 |                 |

| Etnična sestava po popisu iz leta 2002 | Etnična sestava po popisu iz leta 2002 | Etnična sestava po popisu iz leta 2002 | Etnična sestava po popisu iz leta 2002 | Etnična sestava po popisu iz leta 2002 |
| -------------------------------------- | -------------------------------------- | -------------------------------------- | -------------------------------------- | -------------------------------------- |
| Srbi                                   | Srbi                                   |                                        | 1.046                                  | 60,21%                                 |
| Romuni                                 | Romuni                                 |                                        | 491                                    | 28,26%                                 |
| Madžari                                | Madžari                                |                                        | 58                                     | 3,33%                                  |
| Jugoslovani                            | Jugoslovani                            |                                        | 31                                     | 1,78%                                  |
| Romi                                   | Romi                                   |                                        | 24                                     | 1,38%                                  |
| Črnogorci                              | Črnogorci                              |                                        | 15                                     | 0,86%                                  |
| Hrvati                                 | Hrvati                                 |                                        | 5                                      | 0,28%                                  |
| Makedonci                              | Makedonci                              |                                        | 4                                      | 0,23%                                  |
| Slovaki                                | Slovaki                                |                                        | 2                                      | 0,11%                                  |
| Rusi                                   | Rusi                                   |                                        | 2                                      | 0,11%                                  |
| Rusini                                 | Rusini                                 |                                        | 1                                      | 0,05%                                  |
| Nemci                                  | Nemci                                  |                                        | 1                                      | 0,05%                                  |
| Bolgari                                | Bolgari                                |                                        | 1                                      | 0,05%                                  |
| Neznano                                | Neznano                                |                                        | 5                                      | 0,28%                                  |